# Хемунд (епископ Шерборна)
Хемунд (англ. Heahmund, лат. Heamundus) — епископ Шерборна в IX веке. О его жизни известно крайне мало: Хемунд стал епископом между 867 и 868 годом, погиб, сражаясь с данами в битве при Мардене в марте 871 года. О нем упоминает Англосаксонская хроника:
Примерно через два месяца после этого (битвы при Басинге — прим.), король Этеред и Алфред, его брат, сражались с армией при Мардене. Она была разделена на два отряда; и они обратили в бегство оба, радуясь победе в течение некоторой части дня; и там были большие потери с обеих сторон; но даны остались хозяевами поля боя; и там был убит епископ Хемунд со многими другими добрыми людьми.
Почитается как святой Римской католической церковью.

## В культуре
- Епископ Хемунд в исполнении актера Джонатана Рис-Майерса является значимым персонажем в сериале «Викинги», начиная с 5 сезона. В сериале Хемунд представлен как сильный, жестокий и истово верующий человек, подверженный страстям и порокам. Как охарактеризовал персонажа режиссер Майкл Херст[7]: Я знал, что мне нужен новый саксонский большой герой, новый воин, который потенциально мог восстать против викингов. Я изучил много материала об этих воинах-священниках. Епископ Хемунд — реальный человек. Они были предшественниками тамплиеров. Они были очень умные, очень хорошо образованные, но они были воинами, они шли в бой против духовных противников - язычников.